# Panthera leo fossilis
Panthera leo fossilis var en tidlig europæisk huleløve fra mellem pleistocæn. Den er første gang registreret som fossil i Europa for 700.000 år siden og var udbredt for omkring 500.000 år siden; der er blevet fundet fossiler i Tyskland og ved Isernia i Italien. Underarten var større end nutidens afrikanske løver og kunne blive på størrelse med den amerikanske huleløve.